# Страховский, Йозеф

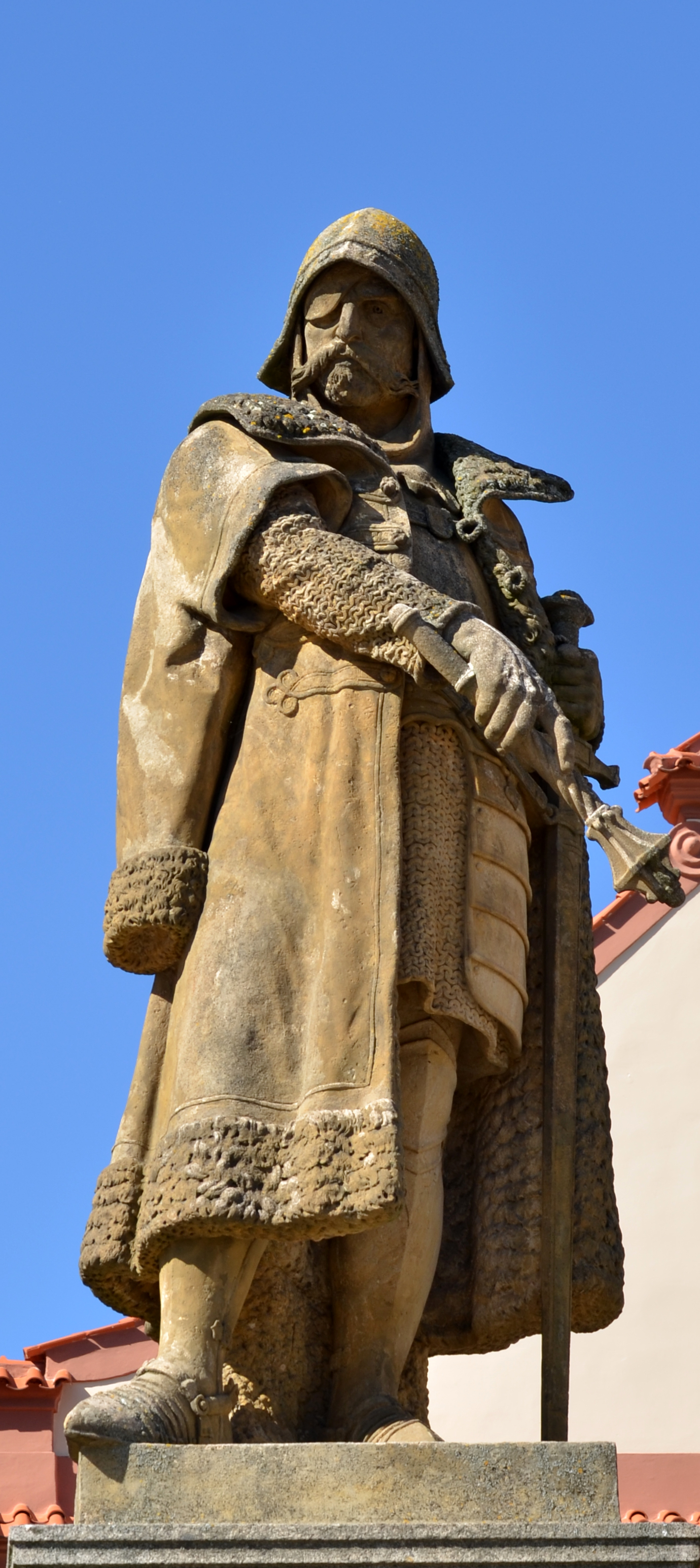
Памятник Яну Жижке в Таборе, 1884

Йозеф Страховский (чеш. Josef Strachovský; 19 сентября 1850, Кутна-Гора, Австро-Венгрия — 9 июля 1913, Винограды (Прага)) — чешский скульптор.

## Биография

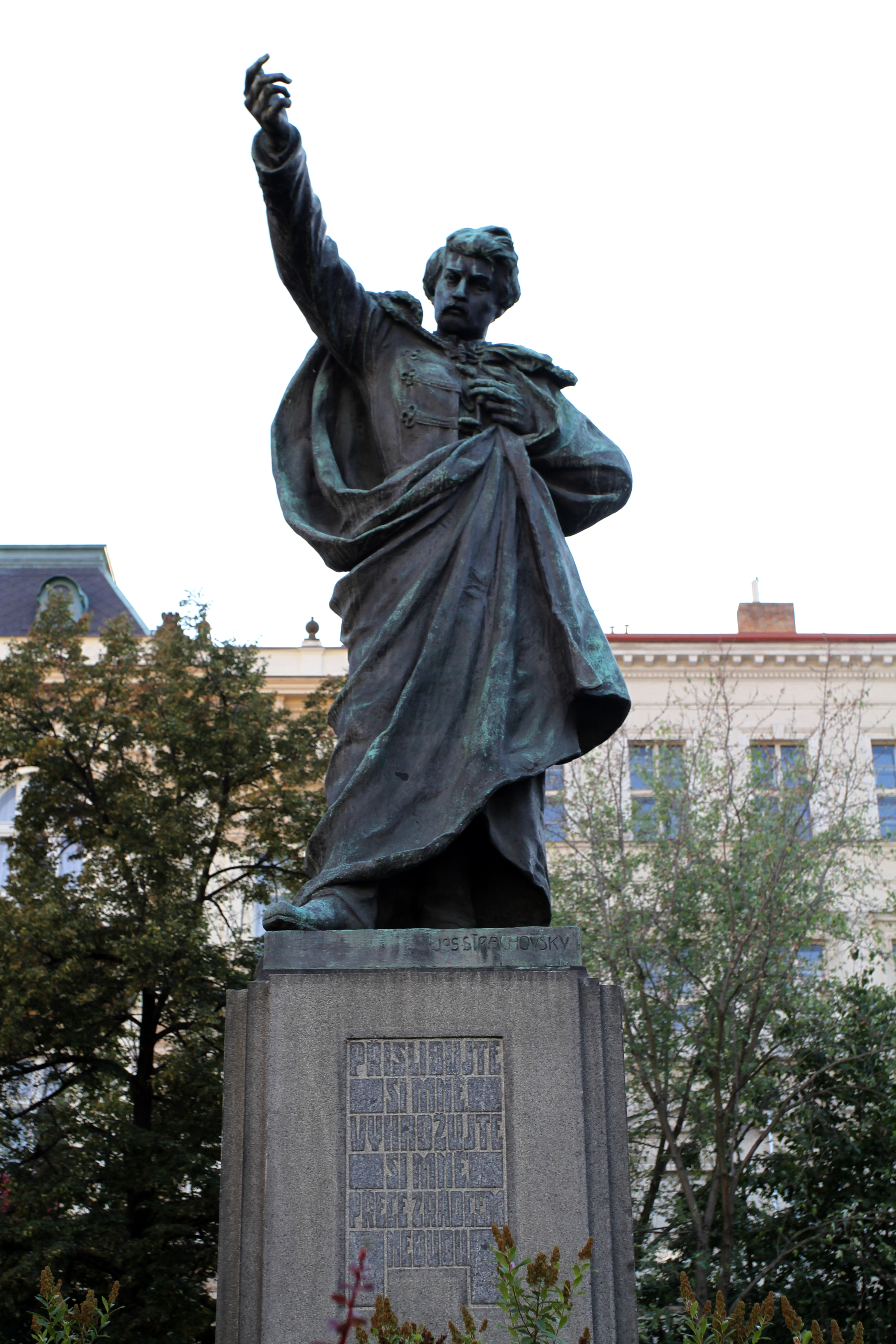
Памятник Карелу Гавличеку-Боровскому (Прага)

Родился в семье плотника С детства имел склонности к творчеству, любил резьбу. Первоначально обучался плотницкому ремеслу, чтобы продолжить семейное дело. Но в конце концов художественный талант взял верх. Страховский в течение четырёх лет обучался у пражского резчика по дереву, а затем с помощью своего брата поступил в Мюнхенскую академию художеств. Не имея достаточных средств, учитывая присланные им работы был принят на учёбу бесплатно.
Представитель классицизма. Автор ряда памятников и бюстов известным деятелям истории, культуры и науки Чехии, в их числе — Яну Гусу (1889), Яну Жижке (в Таборе, 1884), Карелу Гавличек-Боровскому (в Праге, Кутна-Гора и Чикаго (США), 1911), Яну Пуркине (в Либоховице), Яну Неруде (1891), Йозефу Бараку (Ольшанское кладбище), Йозефу Шкода (Пльзень) и других.
Похоронен на кладбище Винограды в Праге.